# ゼネラル・エレクトリック J31

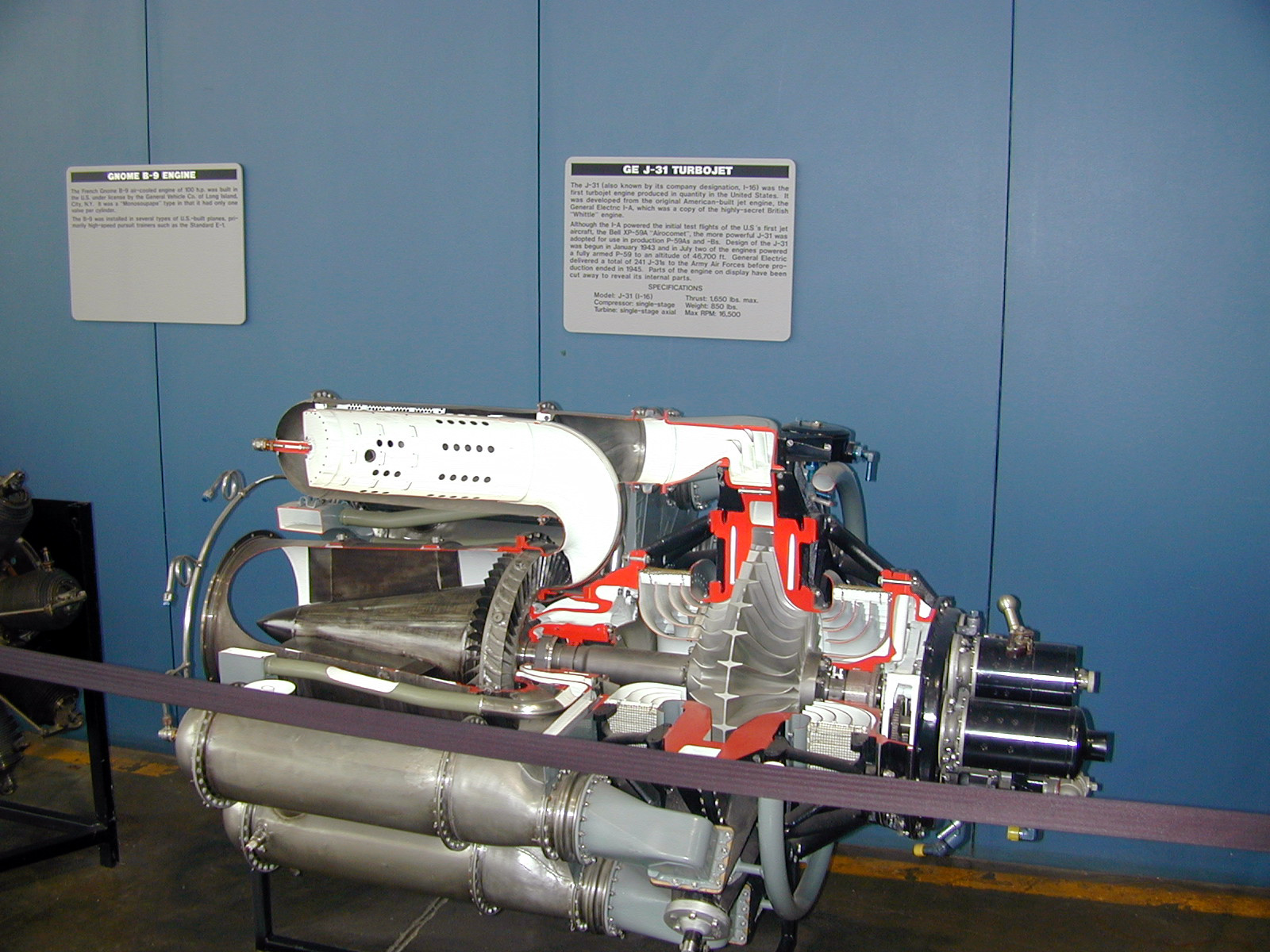
ゼネラル・エレクトリック J31

J31は、ゼネラル・エレクトリック（現GE・アビエーション）が手掛けたアメリカ合衆国で初のターボジェットエンジン。

## 概要
1941年に連合国側初のジェット機グロスター E.28/39を進空させたパワージェット W.1 を、英米定期技術交流により入手したアメリカ陸軍航空隊は、スチーム/ガスタービンと、航空レシプロエンジン用ターボ過給器で実績のあったゼネラル・エレクトリックに、W.1 のコピーを下命した。
GE は W.1 を調査し、デッドコピー版の I-A を経て、小改良を加えた I-16 が J31 の名で軍に採用された。J31 は1943年から1945年の間に241基生産され、P-59 に搭載された他、各種試験や実習教材にも用いられたが、性能不充分で戦力化はしていない。
1943年にアメリカ陸軍からの3-4,000lbsクラスエンジンの開発要求に対しての回答として出された4,000lbsクラスエンジンを意味するI-40 (後にJ33に改名)はこのJ31の改良発展型である

## 仕様 (J31)
- 重量:850 lb (386 kg)
- 圧縮器:単板両面遠心式
- 燃焼器:反転カン式10本
- タービン:単段
- 推力1,650 lbf (7.33 kN)

## 搭載機
- ベル P-59 エアラコメット
- ライアン・エアロノーティカル（英語版） XF2R